# سیاست خارجی دولت دوم دونالد ترامپ
سیاست خارجی دومین دوره ریاست‌جمهوری دونالد ترامپ در رویکرد دونالد ترامپ به قاره آمریکا به عنوان امپریالیسم و با ایدۀ گسترش‌خواهی و در رویکرد او به اروپا به عنوان انزواطلبی توصیف شده است و از دستور کار سیاست خارجی واقع‌گرا "اول آمریکا" حمایت می‌کند. این دستور کار به عنوان نسخه‌ای «تندرو» از دکترین مونرو توصیف شده است.
دولت ترامپ به عنوان دولتی توصیف شد که نظم بین‌المللی لیبرال مبتنی بر قانون پس از ۱۹۴۵ را نقض کرده و چندجانبه‌گرایی را کنار گذاشته است. روابط ترامپ با متحدان ایالات متحده معامله‌گرایانه بوده و از بی‌تفاوتی تا خصومت متغیر بوده است، در حالی که او به دنبال روابط دوستانه‌تر با برخی از دشمنان ایالات متحده بوده است. این دولت عموماً با همکاری بین‌المللی در زمینه‌هایی مانند محیط زیست، بهداشت جهانی یا اقتصاد مخالف است و آنها را خلاف منافع ملی می‌داند. او به دنبال کاهش یا پایان دادن به کمک‌های خارجی و تغییر روابط و سیاست‌ها بر این اساس است.
ترامپ جنگ تجاری ایالات متحده با کانادا و مکزیک (۲۰۲۵) را آغاز کرد و جنگ تجاری آمریکا و چین را ادامه داد. او بارها تمایل خود را برای تصاحب کانادا، گرینلند و کانال پاناما ابراز کرده است. او موضع تندی به نفع اسرائیل گرفته است. در پاسخ به جنگ غزه، او تصرف نوار غزه، مهاجرت اجباری جمعیت فلسطینی به سایر کشورهای عربی و تبدیل غزه به منطقه ویژه اقتصادی را پیشنهاد داد. در ژوئن ۲۰۲۵، او حملات علیه سایت‌های هسته‌ای ایران را مجاز کرد. ترامپ به دنبال اتحاد مجدد با روسیۀ ولادیمیر پوتین، دشمن دیرینه ایالات متحده، بوده است. برای پایان دادن به حمله روسیه به اوکراین، دولت ترامپ امتیازاتی به روسیه پیشنهاد داد. همچنین گفت که اوکراین مسئولیت جزئی در این تهاجم داشته است. این اقدامات توسط اکثر متحدان ایالات متحده و بسیاری از سازمان‌های بین‌المللی مورد انتقاد قرار گرفته است.

سیاست خارجی ترامپ به عنوان «واقع‌گرا» توصیف شده و به سیاست خارجی رئیس جمهور سابق ویلیام مک‌کینلی تشبیه شده است.

## خاورمیانه

### اسرائیل و فلسطین

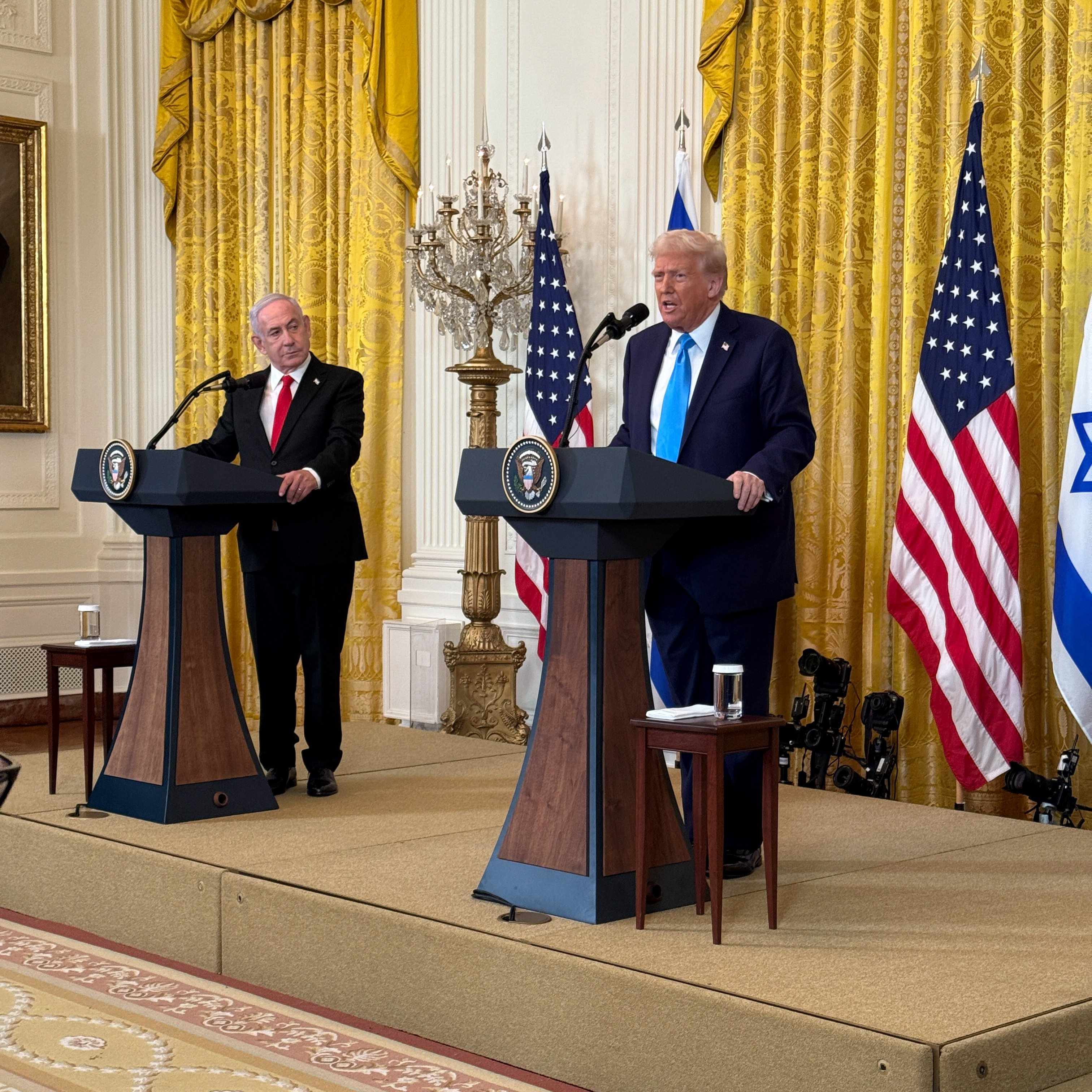
ترامپ و نخست وزیر اسرائیل بنیامین نتانیاهو، فوریه ۲۰۲۵

میلیاردر اسرائیلی-آمریکایی میریام ادلسون در انتخابات ریاست جمهوری ایالات متحده آمریکا (۲۰۲۴) از ترامپ حمایت کرد. ادلسون از ترامپ نامزد ریاست جمهوری برای الحاق کرانه باختری به اسرائیل حمایت کرد و بیش از ۱۰۰ میلیون دلار به کمپین ترامپ در ازای به رسمیت شناختن حاکمیت اسرائیل بر منطقه توسط ایالات متحده متعهد شد.
در ژانویه ۲۰۲۵، تایمز اسرائیل گزارش داد که ادلسون در اکتبر ۲۰۲۴ حداقل ۱۰۰ میلیون دلار به کمپین ترامپ کمک مالی کرده است.

#### آتش‌بس برقرار شد
ترامپ در دوره اول ریاست جمهوری خود، یکی از روسای جمهور ایالات متحده که بسیار حامی اسرائیل است، محسوب می‌شد. در طول مبارزات انتخاباتی ریاست جمهوری ۲۰۲۴، ترامپ از نخست‌وزیر اسرائیل بنیامین نتانیاهو خواست تا جنگ غزه را ظرف دو ماه پایان دهد و در را برای حمله به تأسیسات هسته‌ای ایران باز کرد. ترامپ به حماس هشدار داد که اگر جنگ قبل از روی کار آمدن او در ژانویه پایان نیابد، «بهای سنگینی» خواهند پرداخت. پس از انتخابات، ترامپ برای اولین بار از سال ۲۰۱۷ با رئیس جمهور فلسطین محمود عباس صحبت کرد. در طول تماس تلفنی آنها، ترامپ ابراز تمایل کرد که به سرعت جنگ در غزه را پایان دهد.
انتظار می‌رود جرد کوشنر، داماد ترامپ و مشاور ارشد سابق کاخ سفید، به عنوان مشاور خارجی ریاست جمهوری، نقشی کلیدی در سیاست آینده ایالات متحده خاورمیانه ایفا کند. کوشنر که طرفدار اسرائیل است و با چندین رهبر عرب ارتباط دارد، پیش از این در اولین دوره ریاست جمهوری ترامپ به میانجیگری توافق ابراهیم کمک کرده بود. اکثر مشاوران و منصوبان ترامپ، از جمله پیت هگست، مایک هاکبی، رابرت اف. کندی جونیور، جان راتکلیف، مارکو روبیو، الیز استفانیک و مایکل والتز، از حامیان سرسخت دولت یهود محسوب می‌شوند. مسعد بولوس، تاجر لبنانی-آمریکایی، که به عنوان مشاور ارشد در امور عرب و خاورمیانه منصوب شده و با سیاستمداران لبنانی ارتباط دارد، به عنوان واسطه‌ای بین ترامپ و رهبران عرب شناخته می‌شود. در حالی که انتظار می‌رود فرستاده ویژه خاورمیانه استیو ویتکاف با اسرائیل تعامل داشته باشد، بولوس در مذاکرات با جهان عرب کمک خواهد کرد.

چند روز قبل از مراسم تحلیف دولت، توافق آتش‌بس بین اسرائیل و حماس حاصل شد. ترامپ و بایدن هر دو مسئولیت این توافق آتش‌بس را بر عهده گرفتند و ترامپ آن را "حماسی" توصیف کرد. چندین منبع رسانه‌ای، از جمله "هاآرتص" و "تایمز اسرائیل"، ترامپ و ویتکاف را مسئول این توافق دانستند.
در اوایل فوریه ۲۰۲۵، پس از گفتگو با نخست وزیر اسرائیل بنیامین نتانیاهو، رئیس جمهور ترامپ اعلام کرد که ایالات متحده نوار غزه را «تصرف» و «مالک» آن خواهد کرد و پیشنهاد جابجایی اجباری فلسطینی‌ها و توسعه مجدد آن را مطرح کرد. پیشنهاد دونالد ترامپ برای نوار غزه واکنش‌های بین‌المللی را برانگیخت، به طوری که سازمان ملل آن را به عنوان پاکسازی قومی محکوم کرد، کشورهای عربی آن را به دلیل نگرانی‌های مربوط به ثبات منطقه‌ای رد کردند و گروه‌های حقوق بشر آن را جنایت جنگی خواندند. نتانیاهو از این طرح تمجید کرد. در بحبوحه فشارهای فزاینده، ترامپ بعداً اظهار داشت که ایالات متحده تصرف را اجرا نخواهد کرد، اما آن را به عنوان یک راه حل توصیه می‌کند.

#### فروپاشی آتش‌بس
در مارس ۲۰۲۵، اسرائیل، با حمایت دولت ترامپ، حملات هوایی به غزه را آغاز کرد و بیش از ۴۰۰ نفر را کشت و به آتش‌بس پایان داد. این حملات پس از اختلاف بر سر آزادی گروگان‌ها صورت گرفت، به طوری که اسرائیل از حماس خواست تا قبل از تمدید آتش‌بس، نیمی از گروگان‌های باقی‌مانده را آزاد کند، در حالی که حماس بر ادامه مذاکرات و پایبندی به توافق اولیه آتش‌بس ژانویه ۲۰۲۵ اصرار داشت. کاخ سفید تأیید کرد که اسرائیل از قبل با ترامپ مشورت کرده است و ترامپ نسبت به عواقب شدید این اقدام برای حماس هشدار داد. در پاسخ، حوثی‌های یمن موشک‌هایی را به سمت اسرائیل شلیک کردند که رهگیری شدند، در حالی که ایالات متحده به اهداف حوثی‌ها در یمن حمله کرد.